# 格勒德特種部隊
格勒德特種部隊（俄语：Спецподразделение ГРАД），是俄羅斯聯邦安全局位於聖彼得堡的一支區域特別用途部隊。

## 歷史
格勒德特種部隊創立於1993年8月12日，它是根據當時聖彼得堡保安部辦公室負責人維克托·切爾克索夫所發出的命令成立。其名稱「格勒德」在俄語中同時可解作“冰雹”及“城市”，意味著他們行動迅速利落，並像一塊突如其來的冰雹般落在敵人的腦袋上。該部隊主要被用作反恐用途，其對成員的要求亦十分嚴格。據官方所指，希望加入格勒德特種部隊的候選人必需道德高尚，擁有優良的體格、射擊和戰鬥能力。
「格勒德」的前身為一支叫作「波羅的海」（俄语：Балтика）的克格勃作戰部隊，它成立於1983年，並負責支援位於列寧格勒（現聖彼得堡）的克格勃分部的作戰行動。
時至今天，「格勒德」已成為俄羅斯境內最精銳的反恐單位之一，其隊員更會被不時派遣至北高加索地區參與打擊分離主義武裝份子的特種作戰。
該單位目前已經執行過千次的行動，逮捕了無數名危險的罪犯，其隊員不僅在聖彼得堡和列寧格勒州活動，還走遍了整個西北聯邦區。「格勒德」的實戰訓練旨在
讓隊員以各種武器和特殊裝備於各種條件下的作戰行動當中發展出各種常用技能。他們也會被訓練在各種的交通工具上（列車、巴士、飛機和船隻等）進行人質救援，以及解放被佔據的戰略設施。「格勒德」的幹員們還會在每年進行跳傘、潛水以及各種武術訓練。
在俄羅斯西北地區，「格勒德」被指是就打擊威脅國家安全的恐怖活動和罪案準備最充分的單位之一，該單位的大多數成員都因其軍事成就而獲得國家獎項，其中一些是在他們參加兩次車臣戰爭期間獲得。

## 已知裝備

### 個人武器

#### 手槍
| 武器名稱   | 原產地 | 備註 |
| ---------- | ------ | ---- |
| SPS        | 俄羅斯 | -    |
| MP-443烏鴉 | 俄羅斯 | -    |

#### 衝鋒槍
| 武器名稱 | 原產地 | 備註 |
| -------- | ------ | ---- |
| SR-2希瑟 | 俄羅斯 | -    |

#### 突擊步槍
| 武器名稱      | 原產地 | 備註                               |
| ------------- | ------ | ---------------------------------- |
| AK-74         | 苏联   | -                                  |
| AK-74M        | 俄羅斯 | -                                  |
| AK-103        | 俄羅斯 | -                                  |
| AK-104        | 俄羅斯 | -                                  |
| AK-105        | 俄羅斯 | -                                  |
| AS巨浪        | 苏联   | 消音突擊步槍                       |
| SR-3旋風      | 俄羅斯 | -                                  |
| SR-3M         | 俄羅斯 | -                                  |
| AR-15樣式步槍 | 美国   | 為型號不明的民用型，由個別隊員使用 |

#### 狙擊步槍
| 武器名稱    | 原產地 | 備註         |
| ----------- | ------ | ------------ |
| SVD         | 苏联   | -            |
| SV-98       | 俄羅斯 | -            |
| VSS溫托雷斯 | 苏联   | 消音狙擊步槍 |

#### 榴彈發射器
| 武器名稱 | 原產地 | 備註 |
| -------- | ------ | ---- |
| GM-94    | 俄羅斯 | -    |

### 個人裝備
- 作戰服
  - 多間俄羅斯廠商生產的作戰服，常見樣式為深藍色、黑色和多地形迷彩
- 戰術頭盔
  -  5.45 Design Spartan系列
  -  LShZ-1+
  -  ACH
- 攜板背心／護甲
  -  Gear Graft、 ANA、 Warrior Assault Systems等公司生產款式
  -  Fort Defender-2系列
- 抗噪耳機
  -  3M Peltor Comtac XPI
- 無線電
- 防彈盾
  -  Fort Vant-VM

## 相關參見
- 阿爾法小組
- 溫佩爾小組
- 屏障特種部隊
- 俄羅斯特種部隊